# Buchungsmaschine

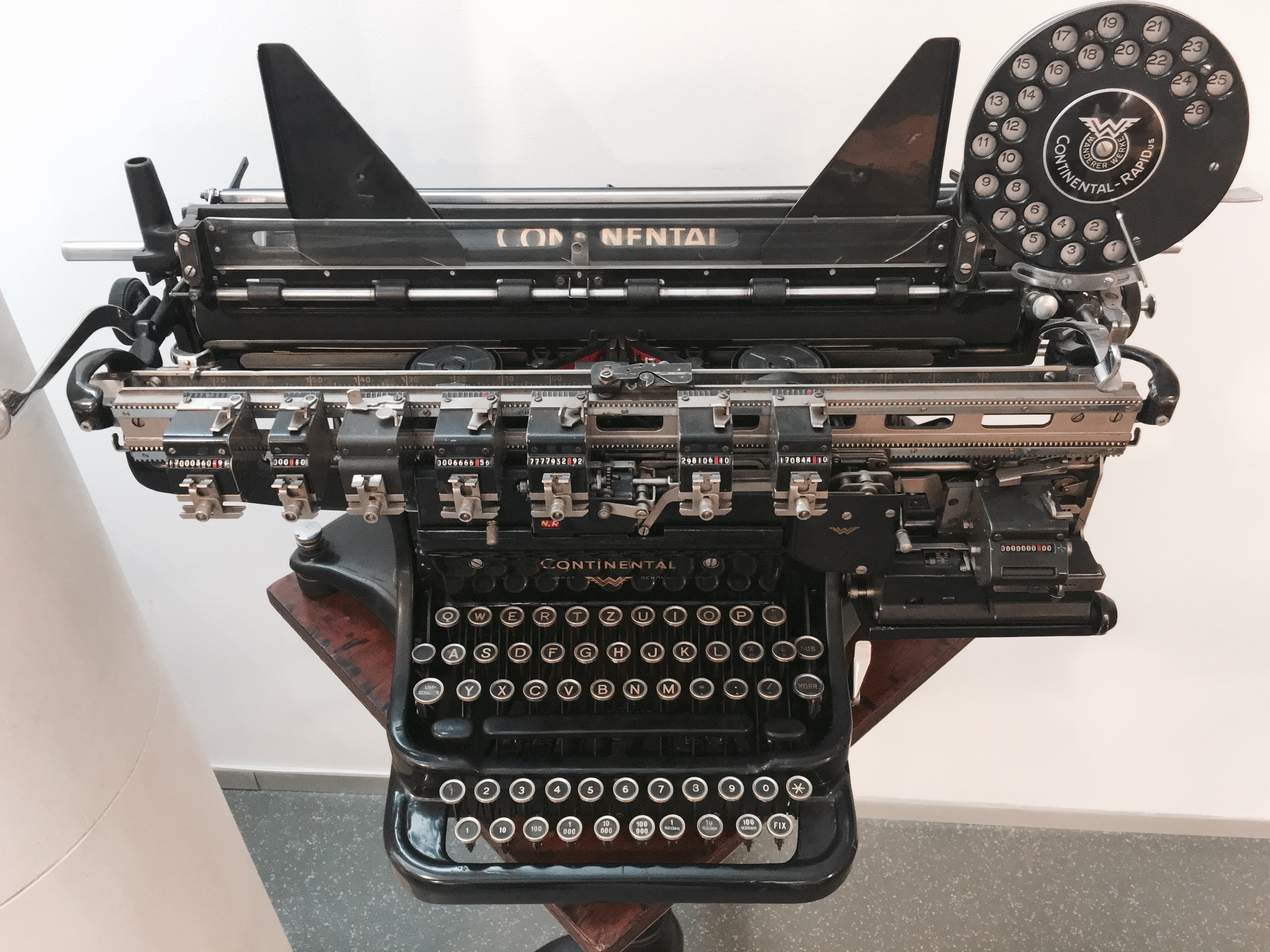
Frühe Buchungsmaschine der Chemnitzer Wanderer-Werke (1930er Jahre)

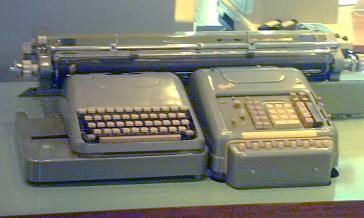
Eine Kienzle-Buchungsmaschine, Klasse 200

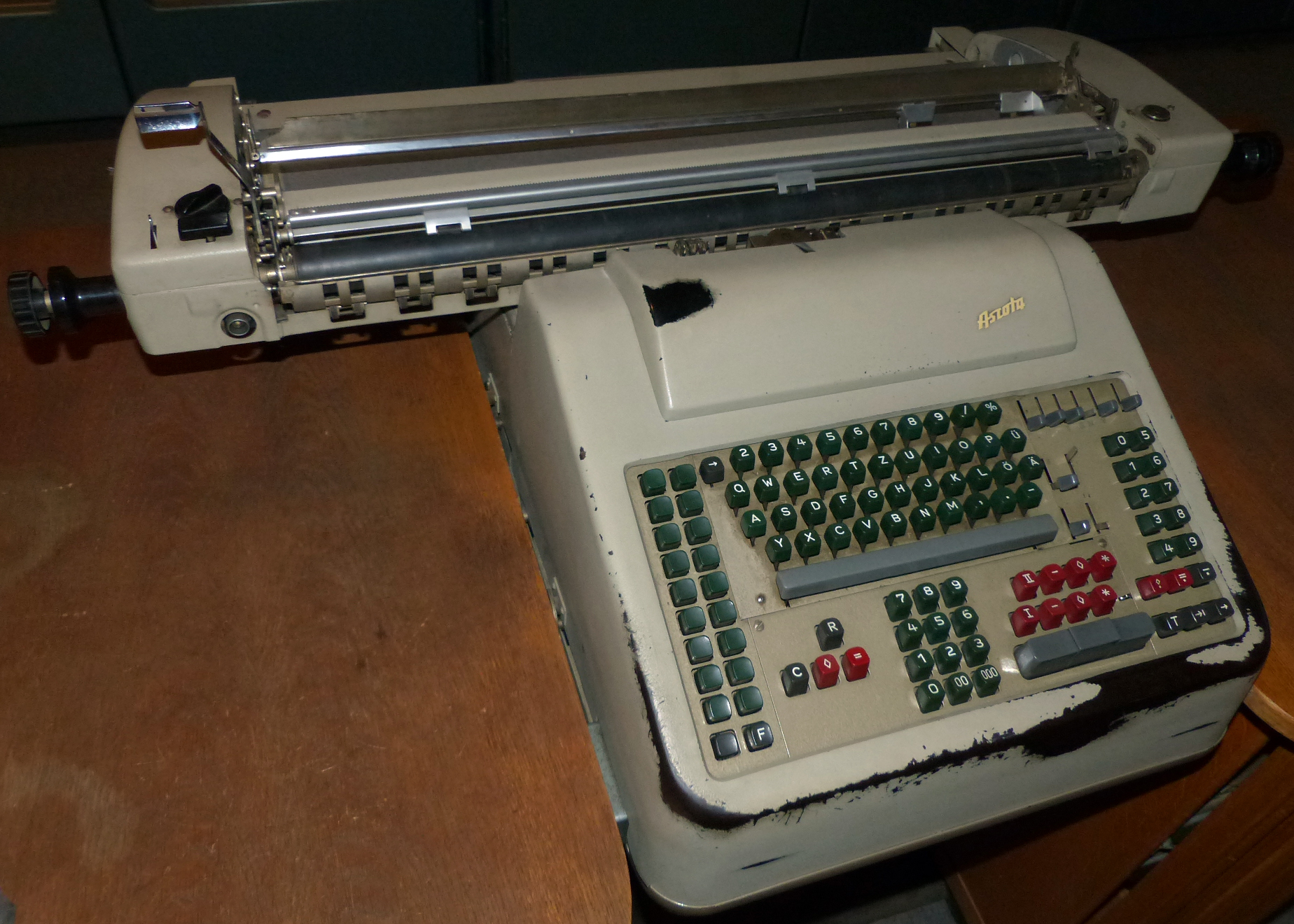
Ascota-Buchungsmaschine, Klasse 170/15 (um 1960)

Die Buchungsmaschine ist ein Gerät, mit dem sich Geschäftsvorfälle nach Belegen  maschinell saldieren lassen. Sie entwickelte sich ab den 1930er Jahren aus der Kombination von Schreibmaschine und Rechenmaschine und wurden bis in die 1980er Jahre produziert und verwendet. Obwohl zu Buchungsmaschinen auch die Funktion des maschinellen Rechnens gehört, werden sie im Allgemeinen nicht zu den Rechenmaschinen gezählt.
Ein geschäftlicher Buchungsvorgang war in Zeiten der manuellen Buchführung aufwendig und zeitraubend. Einzelne Posten mussten im Kopf oder mit einer Rechenmaschine zunächst addiert und dann mit einem entsprechenden Buchungsvermerk sowie der passenden Belegnummer von Hand in das Geschäftsbuch unter einem bestimmten Konto eingetragen werden. Ursachen für Unstimmigkeiten waren falsche Berechnungen, fehlerhafte Beziehungen zwischen Posten, Text und Referenz sowie unleserliche Handschriften, auch wenn sich die Buchhalter seinerzeit stets bemühten, alles korrekt und leserlich aufzuführen. Schon seit Beginn der Ära des maschinellen Schreibens und Rechnens arbeiteten auch die Buchhalter maschinell, allerdings zunächst mit zwei Maschinen; einer Rechenmaschine zum Berechnen der Summen und einer Schreibmaschine, mit der auf einem Buchblatt mit Buchungstext und Referenz eingetragen wurden. Die Buchungsmaschine vereinfachte diese Buchungsvorgänge, indem sie die in der Buchführung typischerweise vorkommenden Berechnungen in Teilen automatisierte und die Verwendung der dafür nötigen Maschinerie kombinierte.
Das Spektrum der Möglichkeiten und der Funktionsumfang variiert stark unter sämtlichen Modellen der jeweiligen Hersteller. Deutlich erkennbar ist eine über die Zeit stetig fortschreitende Entwicklung und Zunahme der Komplexität.
Durch die zunehmende Anforderung zur elektronischen Speicherung und Verarbeitung von Daten entstand mit dem Magnetkonten-Computer eine völlig neue Art von Buchungsmaschinen, welche im Prinzip sich wie eine klassische Buchungsmaschine bedienen lassen, jedoch im Wesentlichen ein spezialisiertes Computersystem aus der mittleren Datentechnik darstellen.

## Hersteller
- Anker
- Akkord-Radio mit der Supertronic
- Astrawerke Chemnitz mit den Marken Astra und Ascota
- Diehl
- Facit
- IBM
- Kienzle
- Mercedes
- Olivetti
- Robotron
- Torpedo-Werke AG
- Triumph-Adler
- Wanderer mit der Marke Continental
- Zeiss-Ikon